# حلزون‌های حبابک‌دار
حلزون‌های حبابک‌دار (نام علمی: Oxynoidae) نام یک تیره از زیرراسته کیسه‌زبانان است.